# Fujifilm
Fujifilm Holdings Corporation (富士フイルム株式会社 Fujifirumu Kabushiki-kaisha), hay còn được biết đến với tên thông dụng là Fujifilm hay Fuji (cách điệu: FUJiFILM) là một tập đoàn đa quốc gia nổi tiếng với các sản phẩm nhiếp ảnh. Hãng có trụ sở chính tại Tokyo, Nhật Bản.
Các hoạt động kinh doanh chính của tập đoàn bao gồm: nghiên cứu, phát triển, sản xuất và phân phối các thiết bị xử lý hình ảnh điện tử, thiết bị hoàn thiện ảnh, hệ thống y tế, sinh học, nghệ thuật đồ họa, vật liệu màn hình phẳng và các sản phẩm văn phòng, dựa trên một danh mục lớn các công nghệ kỹ thuật số, quang, hóa học tinh và tráng phủ lớp phim mỏng.

## Mối quan hệ giữa các nhánh
- Fujifilm Holdings
  - Fujifilm
    - Fujifilm Imaging Systems
    - Fujifilm Medical
    - Fujifilm Pharma
    - Fujifilm RI Pharma
    - Fujifilm Photo Manufacturing
    - Fujifilm Fine Chemicals
    - Fujifilm Electronics Materials
    - Fujifilm Engineering
    - Fujifilm Optics
    - Fujifilm Opto Materials
    - Fujifilm Global Graphic Systems
    - Fujifilm Computer Systems
    - Fujifilm Software
    - Fujifilm Techno Services
    - Fujifilm Techno Products
    - Fujifilm Business Supply
    - Fujifilm Digital Press
    - Fujifilm Media Crest
    - Fujifilm Sonosite, Inc.
    - Fujifilm Shizuoka
    - Fujifilm Kyushu
    - Fujifilm Logistics

  - Fuji Xerox
    - Fuji Xerox Printing Systems Sales
    - Fuji Xerox Information Systems
    - Fuji Xerox System Service
    - Fuji Xerox Interfield
    - Fuji Xerox Advanced Technologies
    - Fuji Xerox Manufacturing
    - Fuji Xerox Service Creative
    - Fuji Xerox Service Link
    - Fuji Xerox Learning Institute

  - Toyama Chemical
    - Taisho Toyama Pharmaceutical

  - Fujifilm Business Expert

## Sản phẩm

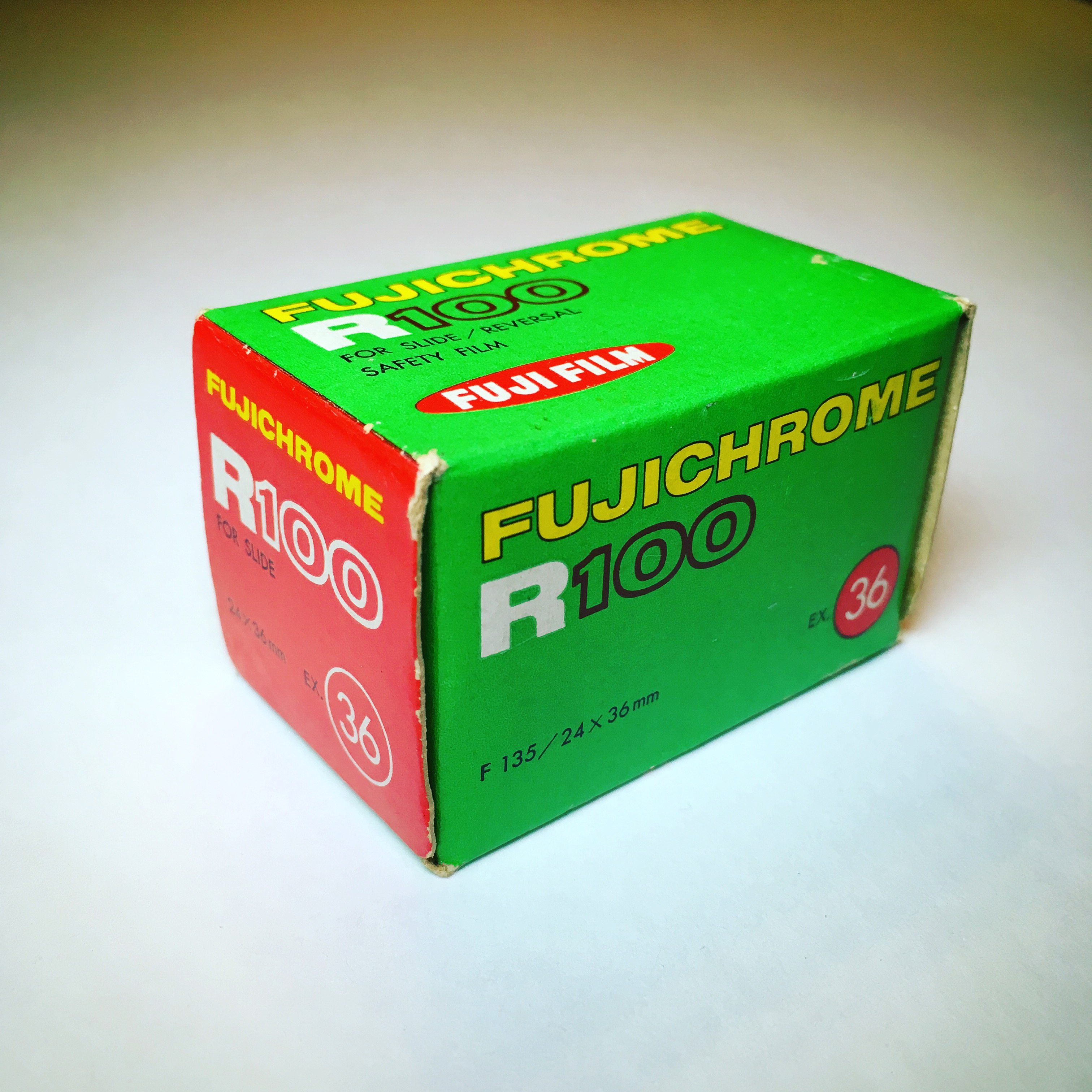
Hộp film Fujicolor R100 35mm

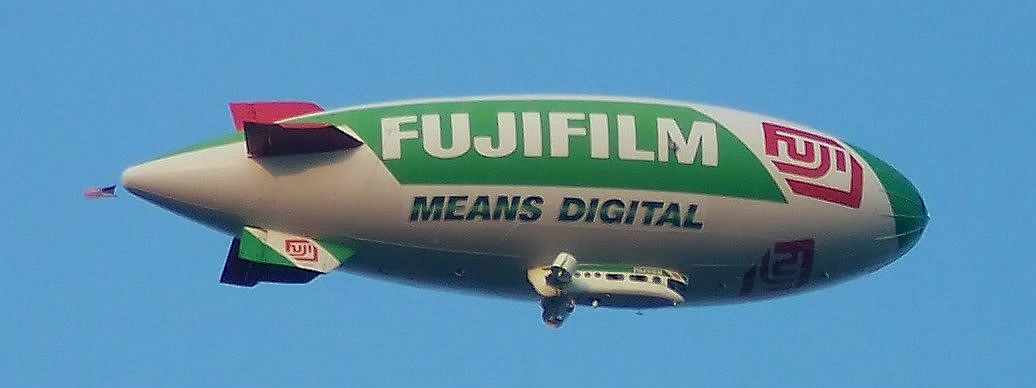
Khí cầu quảng cáo Fujifilm

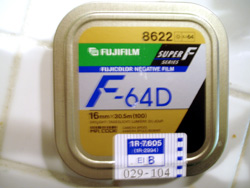
Hộp film Fujifilm 16mm

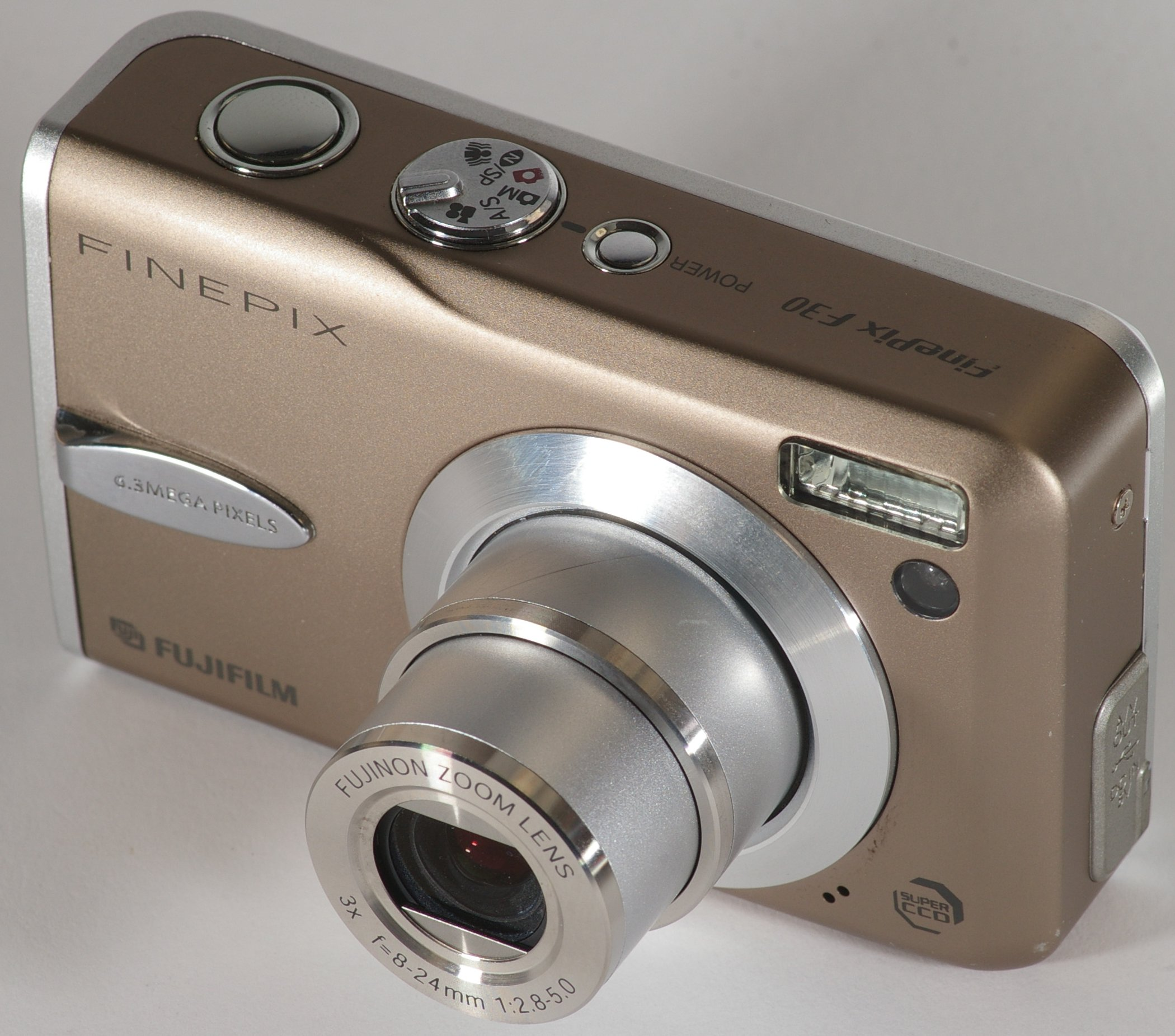
Fujifilm FinePix F30

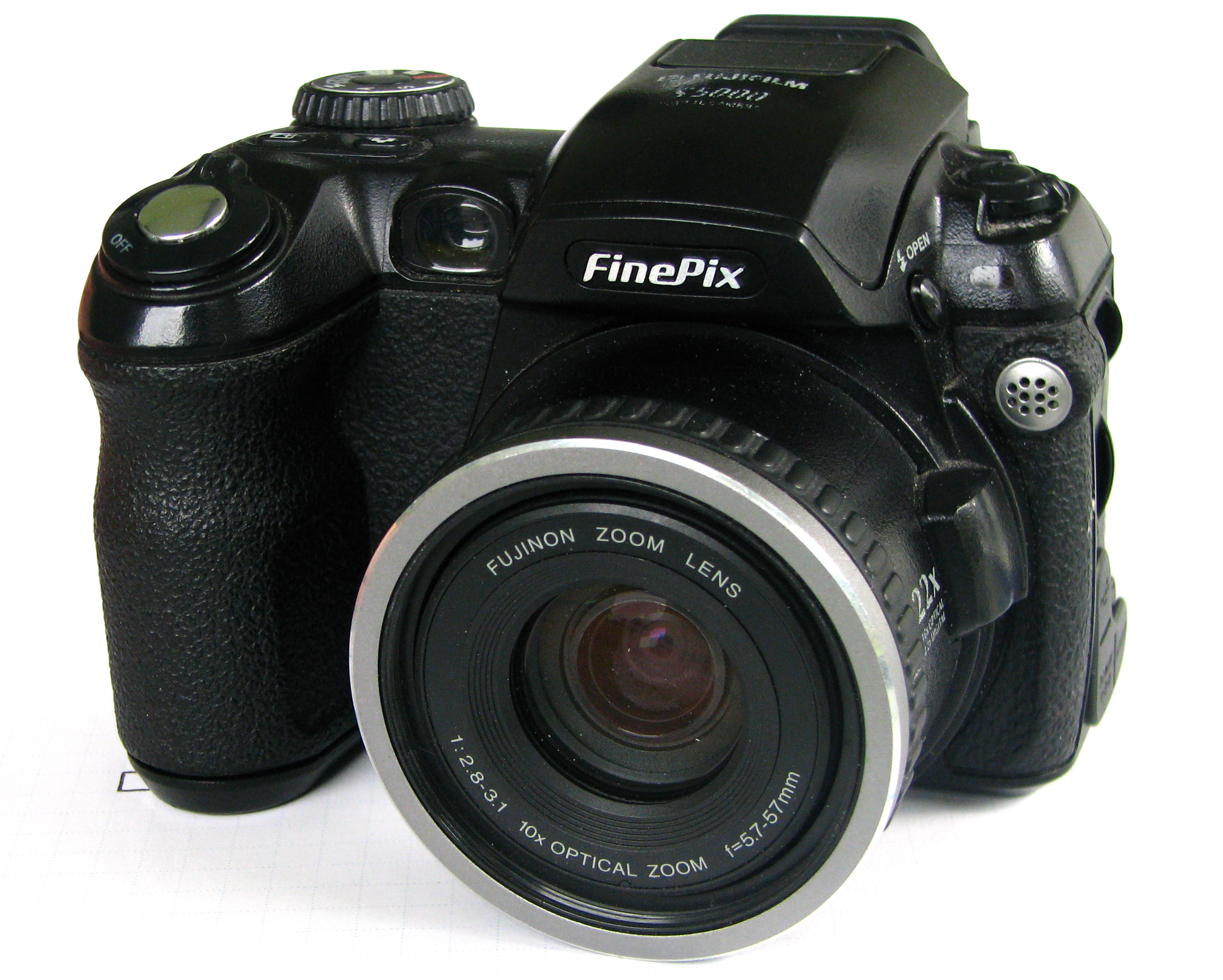
Fujifilm FinePix S5000

### Film máy ảnh
- Fujifilm photographic films
- Motion picture film stock.

- Phim màu dương bản Fujichrome
  - Velvia: phim có độ bảo hòa tốt, hạt mịn, được đánh giá cao bởi các nhiếp ảnh gia thiên nhiên và phong cảnh.
  - Provia: phim cho màu sắc chân thực hơn loại Velvia.
  - Astia: phim có hạt khá mịn, độ tương phản thấp, thường dùng trong studio hoặc chụp phong cảnh.
  - Sensia
  - Fortia

- Film âm bản Fujicolor
  - Fujicolor Pro 160S, 160C, 400H, and 800Z (formerly NPS, NPC, NPH, and NPZ): phim chụp chuyên nghiệp, có độ tương phản khác nhau.
  - Reala
  - Superia
  - Press
- Fuji Neopan: Phim trắng đen âm bản chuyên nghiệp.
  - Neopan SS: film có ISO 100, dễ tìm và rẻ nhất trong dòng Neopan.
  - Neopan ACROS: ISO 100, hạt mịn hơn dòng SS, nhưng thường đắt hơn.
  - Neopan Presto: ISO 400, dùng chụp tốc độ cao
  - Neopan Super Presto: ISO 1600, dùng cho chụp thiếu sáng hay hành động

### Máy ảnh và ống kính
- Fujifilm FinePix - dòng máy ảnh kĩ thuật số:
  - Dòng máy ảnh Mirrorless thay được ống kính ngàm Fujifilm X (X-Pro 2, X-T2, X-E2S, X-T3, X-T30,...)
  - Dòng máy dSLR dùng ngàm Nikon F (FinePix S5 Pro)
  - Dòng máy compact (FinePix F-series và FinePix Z-Series, Fujifilm X100, X100S)
  - Dòng máy chống nước và chống va đập (FinePix XP-Series)
  - Fujifilm GFX 50S, máy ảnh medium format dùng ngàm Fujifim G
- Dòng máy Clear Shot: máy compact dùng phim 35mm.
- Dòng máy ảnh chụp lấy ngay Instax.
- Dòng máy ảnh chụp lấy ngay Fotorama.
- Nhiều máy ảnh kiểu rangefinder, và các máy ảnh film Fujica
- Dòng máy chuyên nghiệp (GA645,[2] GW670, GW690, GF670, GF670W và Fuji GX680 6x8cm medium format)
- Ống kính và ống nhòm Fujinon, bao gồm cả những ống kính truyền hình thông dụng nhất thế giới. Các ống ngàm FX cho máy Mirrorless APS-C như: XF 18-55mm f2.8-4; XF16mm f1.4; XF 23mm f1.4; XF 35mm f1.4; XF 56mm f1.2 APD,...

### Sản phẩm khác

Fujifilm Instax

- Giấy ảnh
- Giấy in
- Đĩa tư, đĩa mềm,...
- Đĩa quang (CD, VCD, DVD,...)
- Thẻ nhớ flash
- Film X quang
- Vật liệu nền cho màn hình LCD
- Giấy film Instax.
- Microfilm
- Thiết bị Minilab